# مارتن غودمان (مؤرخ)
مارتن غودمان (بالإنجليزية: Martin Goodman)‏ هو مؤرخ بريطاني، ولد في 1 أغسطس 1953.

## وصلات خارجية
- مارتن غودمان على موقع IMDb (الإنجليزية)